# 穆孙
穆孙是巴西南大河州的一个市镇。总面积110.892平方公里，总人口4538人，人口密度40.9人/平方公里。